# Lågskär
Lågskär —en español: «escollo bajo»— es una pequeña isla de 43 hectáreas perteneciente al archipiélago finlandés de Åland. Está situada a unos 24 km al sur de Mariehamn, en el mar de Åland. Se caracteriza por riscos y acantilados en la costa, y una vegetación abundante en el interior. En su parte meridional se ubican los islotes de Sundbloms Grund, Söderklappen y Österkläppen. Junto con Björkör, ocupa una superficie de poco más de 60 km² y tiene una altitud media de 7 m s. n. m.
Reconocida por ser un criadero para aves acuáticas, la isla es frecuentada por ornitólogos que utilizan el faro durante su estancia para pernoctar. Este fue construido en 1920, con un dispositivo de alumbrado rotatorio mediante gas, el primero de su tipo en el mundo. Por su parte, es de destacar que varios buques de guerra se han hundido frente a su costa, incluyendo el acorazado alemán SMS Rheinland durante una espesa niebla en 1918. Además, son numerosas las rutas de ferry que pasan a escasos kilómetros de su territorio, como la que une Estocolmo con Tallin y la que va desde Mariehamn a Helsinki. En el año 2000, fue clasificada como un área importante para la conservación de las aves (AICA) por BirdLife International.

## Geografía

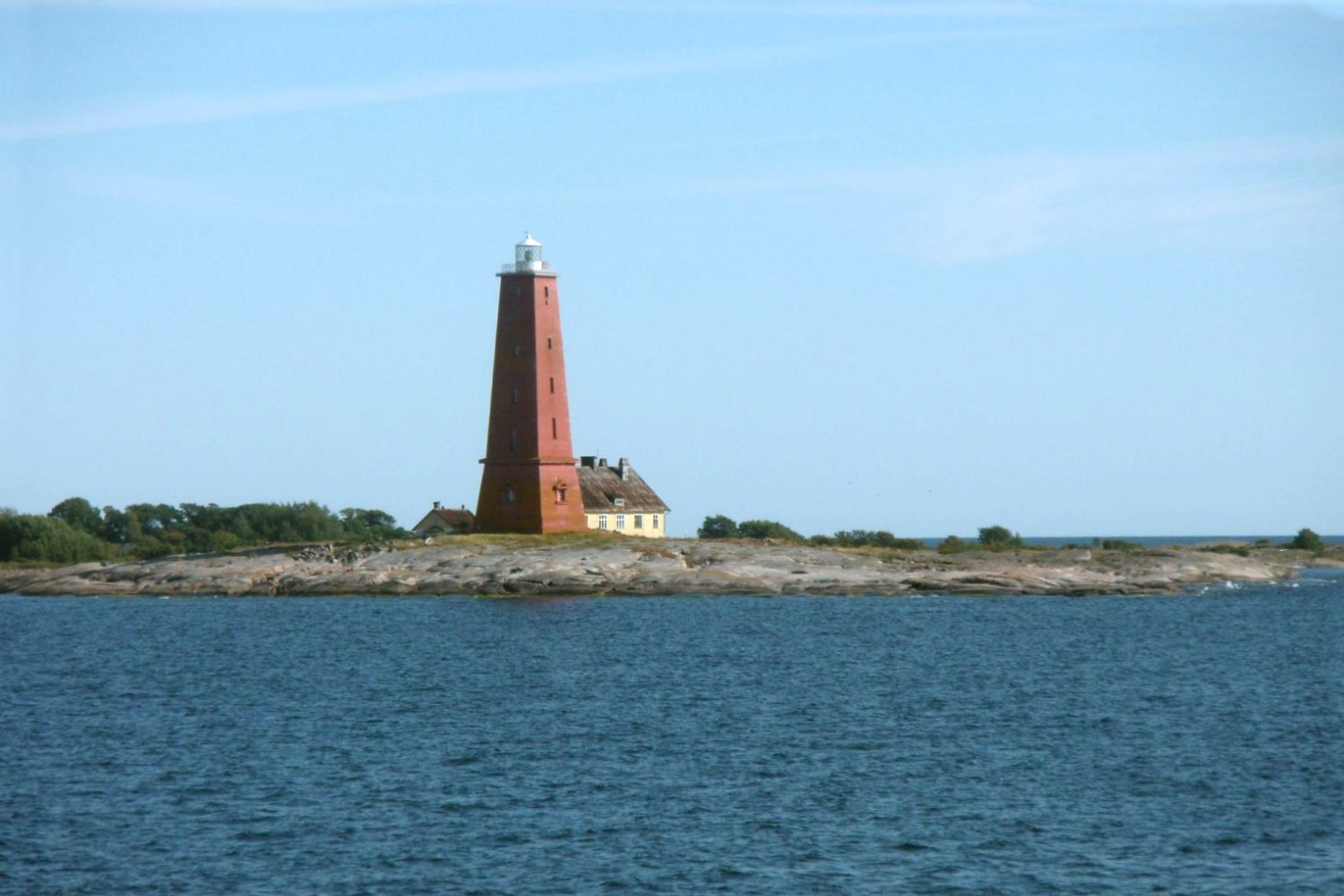
Vista del faro de la isla.

La isla de Lågskär, perteneciente al municipio de Lemland y a la provincia de Åland, está situada a unos 24 km al sur de Mariehamn, en el mar de Åland, al norte del mar Báltico, y a 7.2 km al nordeste de Flötjan, un islote de la zona. Ligeramente al sur, existen otras pequeñas islas y rocas, como Sundbloms Grund, Söderklappen y Österkläppen. Al este se ubican las de Kalvskär y Norra Kalvskär. El área de Björkör-Lågskär, de unas 6097 hectáreas, es parte del convenio de Ramsar, mientras que el territorio de Nyhamn-Lågskär, de 2087 hectáreas, es reconocido como un área importante para la conservación de las aves (AICA) por BirdLife International. Tiene una altitud media de 7 m s. n. m. y un clima continental, con veranos más o menos calurosos, inviernos fríos y escasas precipitaciones.
Numerosos riscos y acantilados dominan las costas de la isla. El resto [de la isla] lo conforman principalmente follaje y áreas rocosas, con la mayor parte de la vegetación en el centro. La isla tiene 43 hectáreas de superficie y Wetlands International la describe como un humedal. La Lámina Media de Åland, una de las tres láminas que hay en las dos cuencas del mar homónimo, mide 70 m de anchura y está situada entre Söderarm y Lågskär, separando ambas cuencas de Åland. Por otro lado, existen numerosas rutas de ferry que pasan cerca de sus costas, tales como la de Långnäs a Värtahamnen, la de Estocolmo a Tallin o las de Mariehamn a Helsinki o Åbo.

## Historia

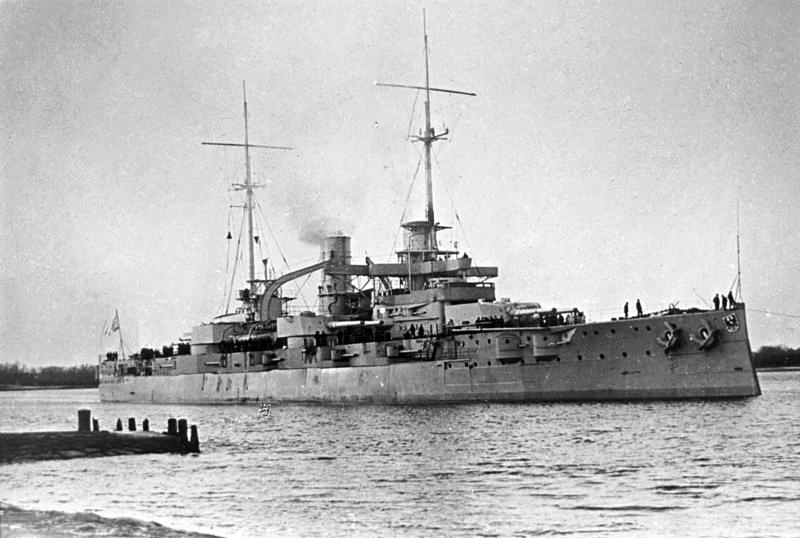
El acorazado alemán SMS Rheinland, que encalló en la isla en 1918, durante la Primera Guerra Mundial.

Los primeros habitantes de la isla están relacionados con los restos de un cairn y una baliza de madera que existía durante los años 1600 y 1700. En la década de 1840, cuando el faro se construyó para reemplazar a la baliza, había entre veinte y treinta habitantes que conformaban las familias de los fareros. Las familias se dedicaban a la cría de ganado, la pesca y la caza para subsistir, y, pasado un tiempo construyeron una escuela para que asistieran sus hijos. El faro, construido en madera, se remodeló con piedra, pero fue destruido durante la Primera Guerra Mundial. El actual, construido en 1920, tiene un sistema de luz rotatorio que funciona mediante gas, el primero en el mundo de su tipo. Después de que se automatizase, los fareros desocuparon la isla.
El 11 de abril de 1918, el SMS Rheinland, un acorazado alemán de clase Nassau, encalló en la isla en medio de una espesa niebla durante la Primera Guerra Mundial. Por otro lado, en 1934 o 1935, otro buque germano denominado Frida sufrió una fuga y se hundió frente a sus costas, aunque su tripulación sobrevivió. La mañana del 21 de octubre de 1942, el submarino finlandés Vesihiisi torpedeó y hundió a un análogo soviético de clase S, el S-7, muy cerca de allí.
Ahora deshabitada, la isla suele ser visitada por algunos ornitólogos que usan los edificios abandonados durante su estancia para la observación de aves y operar una estación de anillamiento establecida en 1964. La isla logró en el año 2000 el estatuto de área importante para la conservación de aves.

## Naturaleza

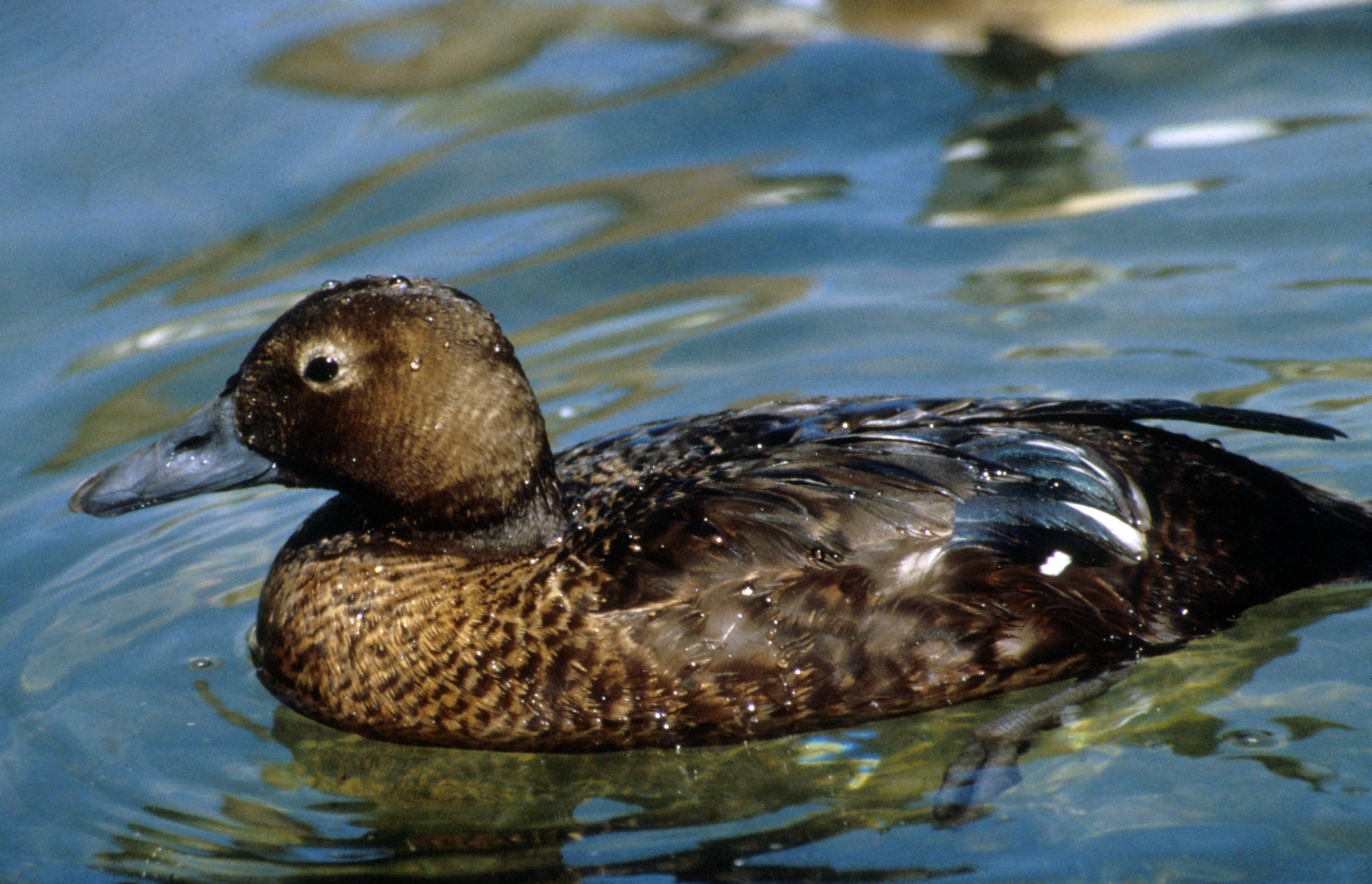
Un eider de Steller.

A pesar de su clima, la vegetación es considerablemente abundante, debido a la prohibición del pastoreo en la isla. Gracias a ello, la isla es ahora un buen lugar para la cría de aves acuáticas. También existe un gran juncal en una pequeña zona de las lagunas.
En el siglo XIX se hallaron algunas especies de peces en pequeños estanques de nueve por cuatro metros aproximadamente, donde se siguen encontrando. A lo largo de la costa se pueden hallar carpines, que mide entre 8.7 y 11.7 cm. Un estudio de 1993 encontró unas 18 especies de macroalgas a una profundidad de entre cuatro y siete metros. Otras especies encontradas también incluyen a Pylaiella littoralis, Ectocarpus siliculosus, Fucus vesiculosus y Rhodomela confervoides, en menor número, a otras como Sphacelaria arctica, Cladophora rupestris, Stictyosiphon tortilis y Polysiphonia fucoides, teniendo en cuenta un estudio previo a 1950.
La isla ha sido señalada como «uno de los más importantes criaderos de pájaros del mar Báltico de Finlandia», por Alula, una revista sobre aves de ese país. Al respecto, otras especies que habitan la isla son Polysticta stelleri y Alca torda, que son las especies de aves más abundantes. También existen especímenes de Cygnus olor, Anser anser, Aythya fuligula, Anas strepera, Cepphus grylle, Uria aalge, Rallus aquaticus; y colonias de Laridae, Sternidae y Haliaeetus albicilla.